# Café (Antonio Ferrigno)
Café, também chamada Expedição do café para a estação de trem, é uma pintura de Antonio Ferrigno. A data de criação é 1903. A obra é do gênero pintura histórica. Está localizada em Museu Paulista. Retrata a Fazenda Santa Gertrudes, onde foi pintada, e a produção de café no Brasil.

## Descrição
A obra foi produzida com tinta a óleo. Suas medidas são: 100 centímetros de altura e 150 centímetros de largura. Faz parte de Museu Paulista. O número de inventário é 11956100000000.[carece de fontes?]

## Contexto
Essa pintura integra uma série realizada por Ferrigno a partir de uma encomenda do proprietário da Fazenda Santa Gertrudes, Eduardo da Silva Prates, o Conde de Prates. A tela, junto com outras cinco pinturas de Ferrigno intituladas de As seis grandes telas - A Florada, A Colheita, O Lavadouro, O Terreiro, Ensacamento do Café e Café para a Estação, sobre a mesma fazenda, no mesmo ano da criação das pinturas, participou com o aval do governo brasileiro da Exposição Universal de Saint Louis, em que obteve sucesso no objetivo de representar a vida no Brasil, e retomaram para exposição em São Paulo, alcançando significativo sucesso de crítica e público. O sucesso da série sobre a fazenda contribuiu para que Ferrigno ficasse conhecido como o "pintor do café".